# UnitedHealthcare Professional Cycling Team/2016
Deze pagina geeft een overzicht van de Unitedhealthcare Pro Cycling Team-wielerploeg in 2016.

## Algemeen
Algemeen manager: Thierry Attias
Ploegleiders: Hendrik Redant, Michael Tamayo, Rachel Heal
Fietsmerk: Wilier Triestina

## Transfers
| Inkomend         | Team 2015            | Uitgaand           | Team 2016                   |
| ---------------- | -------------------- | ------------------ | --------------------------- |
| Matthew Busche   | Trek Factory Racing  | Federico Zurlo     | Lampre-Merida               |
| Daniel Jaramillo | Jamis-Hagens Berman  | Daniele Ratto      | Androni Giocattoli-Sidermec |
| Daniel Eaton     | Axeon Cycling Team   | Kiel Reijnen       | Trek-Segafredo              |
| Tyler Magner     | Hincapie Racing Team | Hilton Clarke      | Cylance–Incycle             |
|                  |                      | Robert Förster     | Gestopt                     |
|                  |                      | Lucas Euser        | Gestopt                     |
|                  |                      | Davide Frattini    | Gestopt                     |
|                  |                      | Ken Hanson         | Gestopt                     |
|                  |                      | Isaac Bolívar      | Gestopt                     |
|                  |                      | Alessandro Bazzana | Onbekend                    |

## Renners
| Naam              | Geboortedatum | Nationaliteit    | Ploeg 2015           |
| ----------------- | ------------- | ---------------- | -------------------- |
| Carlos Alzate     | 23-03-1983    | Colombia         |                      |
| Janez Brajkovič   | 18-12-1983    | Slovenië         |                      |
| Matthew Busche    | 09-05-1985    | Verenigde Staten | Trek Factory Racing  |
| Marco Canola      | 26-12-1988    | Italië           |                      |
| Jonathan Clarke   | 18-12-1984    | Australië        |                      |
| Daniel Eaton      | 04-07-1993    | Verenigde Staten | Axeon Cycling Team   |
| Adrian Hegyvary   | 05-01-1984    | Verenigde Staten |                      |
| Daniel Jaramillo  | 15-01-1991    | Colombia         | Jamis-Hagens Berman  |
| Christopher Jones | 06-08-1979    | Verenigde Staten |                      |
| Luke Keough       | 10-08-1991    | Verenigde Staten |                      |
| Tyler Magner      | 03-05-1991    | Verenigde Staten | Hincapie Racing Team |
| Karl Menzies      | 17-06-1977    | Australië        |                      |
| John Murphy       | 15-12-1984    | Verenigde Staten |                      |
| Tanner Putt       | 21-04-1992    | Verenigde Staten |                      |
| Daniel Summerhill | 28-01-1989    | Verenigde Staten |                      |
| Bradley White     | 15-01-1982    | Verenigde Staten |                      |

## Overwinningen
Herald Sun Tour
3e etappe: John Murphy
Ronde van Langkawi
3e etappe: John Murphy
Joe Martin Stage Race
3e etappe: Carlos Alzate
Ronde van de Gila
5e etappe: Daniel Jaramillo
Ronde van Japan
5e etappe: Daniel Jaramillo
Ronde van Alberta
2e etappe: Tanner Putt
2003 · 2004 · 2005 · 2006 · 2007 · 2008 · 2009 · 2010 · 2011 · 2012 · 2013 · 2014 · 2015 · 2016 · 2017 · 2018